# Шведова, Ярослава Вячеславовна
Яросла́ва Вячесла́вовна Шве́дова (род. 12 сентября 1987, Москва) — казахстанская теннисистка, до августа 2008 года выступала за Россию; победительница двух турниров Большого шлема в парном разряде (Уимблдон, Открытый чемпионат США-2010); финалистка пяти турниров Большого шлема (четыре — в парном разряде, один — в миксте); бывшая третья ракетка мира в парном разряде; победительница 14 турниров WTA (один из них в одиночном разряде).

## Общая информация
Ярослава из спортивной семьи: её отец — Вячеслав — тренер по теннису и Заслуженный тренер России по лёгкой атлетике, а мать — Нурзия Багманова — чемпионка мира в беге на 100 километров. Брат Ярославы — Павел Шведов — программный директор Международного фестиваля анимации «Бессонница», член Союза кинематографистов РФ и ИКОМ, член правления Гильдии киноведов и кинокритиков России.
Москвичка начала делать первые шаги в теннисе в пять лет. Любимое покрытие — грунт. После перехода под флаг Казахстана Шведова тренируется в местной национальной теннисной академии, располагающейся в Астане
В октябре 2018 года у Ярославы родилась двойня Мираслава и Станислав.

## Спортивная карьера

### Начало карьеры
Юниорские годы
Шведова была сравнительно успешна уже в юниорские годы, к 18 годам добравшись до 13-й строчки в рейтинге среди старших юниоров и отметившись рядом неплохих результатов на крупных турнирах серии: в 2003 году ей покорился Кубок Озерова в одиночном разряде, годом спустя Ярослава, в паре с соотечественницей Ириной Коткиной, добралась до финала на Ролан Гаррос, а также вышла в полуфинал одиночного соревнования Eddie Herr International. В завершающий год своей карьеры на этом уровне москвичка выиграла четыре титула на соревнованиях серии G1, однако на турнирах серии Большого шлема её наибольшим успехом стал выход в третий раунд.
Первые годы в протуре
Первые матчи в протуре пришлись на сентябрь 2002 года, когда Ярослава сыграла на 25-тысячнике ITF в Тбилиси, уступив в квалификации как к одиночному соревнованию, так и к парному. Путь к первому финалу на этом уровне занял восемь месяцев: в мае 2003 года ей удалось выйти в одиночный финал на соревнованиях в Варшаве, где сходу была одержана победа. По ходу удалось обыграть 223-ю ракетку мира — максимальное достижение на тот момент. Первого парного финала пришлось ждать ещё 26 месяцев — лишь в июле 2005 Шведова, вместе с соотечественницей Василисой Бардиной, добивается права сыграть в титульном матче — на 25-тысячнике в Дармштадте, в итоге уступая в финале хозяйкам кортов.
Одиночная карьера некоторое время развивалась продуктивнее: в октябре 2005 года была одержана первая победа над игроком топ-200 — на пути к финалу в британском Болтоне обыграна 154-я ракетка мира Елена Балтача. Чуть позже Ярослава дебютировала в основных соревнованиях WTA-тура: на турнире в Филадельфии она получила специальное приглашение от организаторов и реализовала его, обыграв на старте 103-ю ракетку мира Гану Шромову. В феврале 2006 года удалось, наконец, и выиграть первый матч у действующего игрока топ-100 одиночного рейтинга: в Мемфисе была переиграна 88-я ракетка мира Джамея Джексон.
В марте того же года Шведова сделала свой первый дубль во взрослых соревнованиях — 10-тысячник ITF в Амьене выигран как в одиночном, так и в парном (титул в паре становится для неё дебютным в протуре) разряде. В апреле Шведова вышла в финал 75-тысячника ITF в Динане и закрепилась в середине второй сотни мирового рейтинга. В мае и июне Ярослава впервые получила шансы сыграть в квалификации взрослых турниров Большого шлема и со второй попытки реализовала их, пробившись в основную сетку Уимблдонского турнира.
Качественные изменения в игре постепенно вели ко всё большей стабилизации результатов и к февралю 2007 году Шведова получила свой первый шанс сыграть в финале соревнования ассоциации: в Бангалоре ей удалось переиграть на этой стадии итальянку Мару Сантанджело (6-4, 6-4), а ранее — в четвертьфинале — впервые взять верх над игроком топ-50, переиграв Саню Мирзу. Индийский успех также позволил Ярославе впервые пробиться в первую сотню одиночной классификации. Этот титул стал единственным в карьере Шведовой в одиночном разряде в рамках WTA-тура. В дальнейшем удачная серия продолжилась: через несколько недель Ярослава пробилась в третий круг престижных соревнований в Майами, параллельно взяв верх над 15-й ракеткой мира Аной Иванович.
Постепенно закрепившись в первой сотне одиночного рейтинга Шведова всё больше стала играть соревнований ассоциации как в одиночном, так и в парном разряде, постепенно улучшая свои достижения на обоих фронтах. В 2007 году она впервые вышла в четвертьфинал Большого шлема в парах, сделав это на Открытом чемпионате США в паре со Стефани Форетц. В августе 2008 года Ярославе сначала удалось выиграть 100-тысячник ITF в Монтеррее в одиночном разряде, а после этого впервые пробиться в парный финал в основном туре WTA на турнире в Цинциннати (с Се Шувэй).
В феврале 2009 года Шведова получила первое приглашение выступить за Казахстан, под флагом которого она стала выступать с 2008 года, в розыгрыше Кубка Федерации. После матчей за сборную она отправилась на турнир в Паттайе, где вместе с Тамарин Танасугарн, завоевала первый парный титул в туре. В конце мая Шведова через квалификацию пробилась на Открытый чемпионат Франции и доиграла там до третьего раунда (впервые на Большом шлеме в одиночках). В июле Ярослава вышла в четвертьфинал в Палермо, а затем в полуфинал в Бадгастайне. К августу 2009 года она дебютировала в топ-50 одиночной классификации, а вскоре и одержала свою первую победу над действующим игроком топ-10: на пути в третий раунд Открытого чемпионата США она взяла верх над тогдашней пятой ракеткой мира Еленой Янкович. Осенью Шведова смогла выйти в полуфинал турнира в Ташкенте.

### 2010—2011 (титулы Большого шлема в парах)
В январе Ярослава дебютировала на неофициальном командном турнире Кубок Хопмана. Обыграв не самые слабые команды Тайваня, России и Германии, казахстанская команда заняла второе место в группе, уступив только сборной Великобритании. Первое крупное личное достижение в сезоне пришлось на третий турнир года — в Паттайе Ярослава дошла до полуфинала, где уступила будущей победительнице турнира Вере Звонарёвой. Затем уроженка Москвы «отметилась» четвёртым кругом крупного турнира в Майами. В апреле в начале грунтового сезона на турнире в Барселоне — Шведова дошла до полуфинала, что позволило впервые в карьере попасть в топ-40 одиночного рейтинга. В мае Ярослава пробилась в четвертьфинал Открытого чемпионата Франции (где проиграла Елене Янкович), по ходу обыграв восьмую сеянную Агнешку Радваньскую — 6-4, 6-3 и 28-ю Алису Клейбанову — 6-2, 4-6, 6-0. И за счет этого успеха она стала 31-й ракеткой мира. Так же на Ролан Гаррос она с австрийцем Юлианом Ноулом дошла до финала в турнире смешанных пар.
Перед Уимблдоном Ярослава вышла в четвертьфинал в Хертогенбосе (уступив соседке по рейтингу Александре Дулгеру). В парном турнире дуэт Кинг/Шведова дошёл до финала, где проиграл дуэту Кудрявцева/Родионова. Накануне главного травяного старта сезона уроженка Москвы впервые попала в топ-30 одиночного рейтинга. На самом Уимблдоне одиночный турнир не сложился неудачно — уже во втором круге Ярослава проиграла бывшей соотечественнице Регине Куликовой. В турнире смешанных пар уже испытанный дуэт Шведова / Ноул дошёл до четвертьфинала, где уступил паре Реймонд / Муди. Триумфальным же стал турнир в женских парах пар. Уже доказавший в последний месяц свою боеспособность дуэт с Ваней Кинг раскрыл в полной мере свой потенциал — пройдя 4 сильные пары казахстано-американская пара вышла в финал, где переиграла других возмутителей спокойствия на этом турнире — пару Веснина / Звонарёва. Таким образом, Шведова стала первой представительницей Казахстана, которая смогла выиграть титул на Большом шлеме в любом разряде.
| Стадия  | Соперницы (посев)                    | Счёт        |
| 1 раунд | Альберта Брианти Александра Дулгеру  | 6-1 6-2     |
| 2 раунд | Моника Никулеску Шахар Пеер (14)     | 6-0 3-6 6-2 |
| 3 раунд | Надежда Петрова Саманта Стосур (3)   | 6-4 6-4     |
| 1/4     | Квета Пешке Катарина Среботник (6)   | 3-6 7-5 6-3 |
| 1/2     | Бетани Маттек-Сандс Лизель Хубер (5) | 6-4 6-4     |
| Финал   | Елена Веснина Вера Звонарёва         | 7-6(6) 6-2  |

Дальнейший сезон до Открытого чемпионат США не особо складывался — Ярослава одержала считанные победы как в одиночном, так и в парном разряде. Но на американском турнире Большого шлема случился очередной триумф. Казахстано-американский дуэт Кинг и Шведова завоёвывал свой второй турнир Большого шлема. Эта победа позволила Шведовой войти в топ-20 парного рейтинга, в котором она заняла 14-ю позицию.
| Стадия  | Соперницы (посев)                              | Счёт              |
| 1 раунд | Елена Костанич-Тошич Ромина Опранди            | 6-3 6-0           |
| 2 раунд | Ярмила Грот Клара Закопалова                   | 7-5 4-6 6-2       |
| 3 раунд | Ивета Бенешова Барбора Заглавова-Стрыцова (12) | 7-6(9) 3-6 7-6(9) |
| 1/4     | Хисела Дулко Флавия Пеннетта (1)               | 6-3 6-3           |
| 1/2     | Кара Блэк Анастасия Родионова (9)              | 6-3 4-6 6-4       |
| Финал   | Надежда Петрова Лизель Хубер (2)               | 2-6 6-4 7-6(4)    |

Отметившись в конце сентября в полуфинале в Пекине, Ярослава и Ваня обеспечили себе место на Итоговом турнире в Дохе. В Катаре проявить себя не удалось — уже на старте выпала первая пара мира — Хисела Дулко / Флавия Пеннетта. По итогам сезона Шведова смогла занять 7-е место в парном рейтинге.

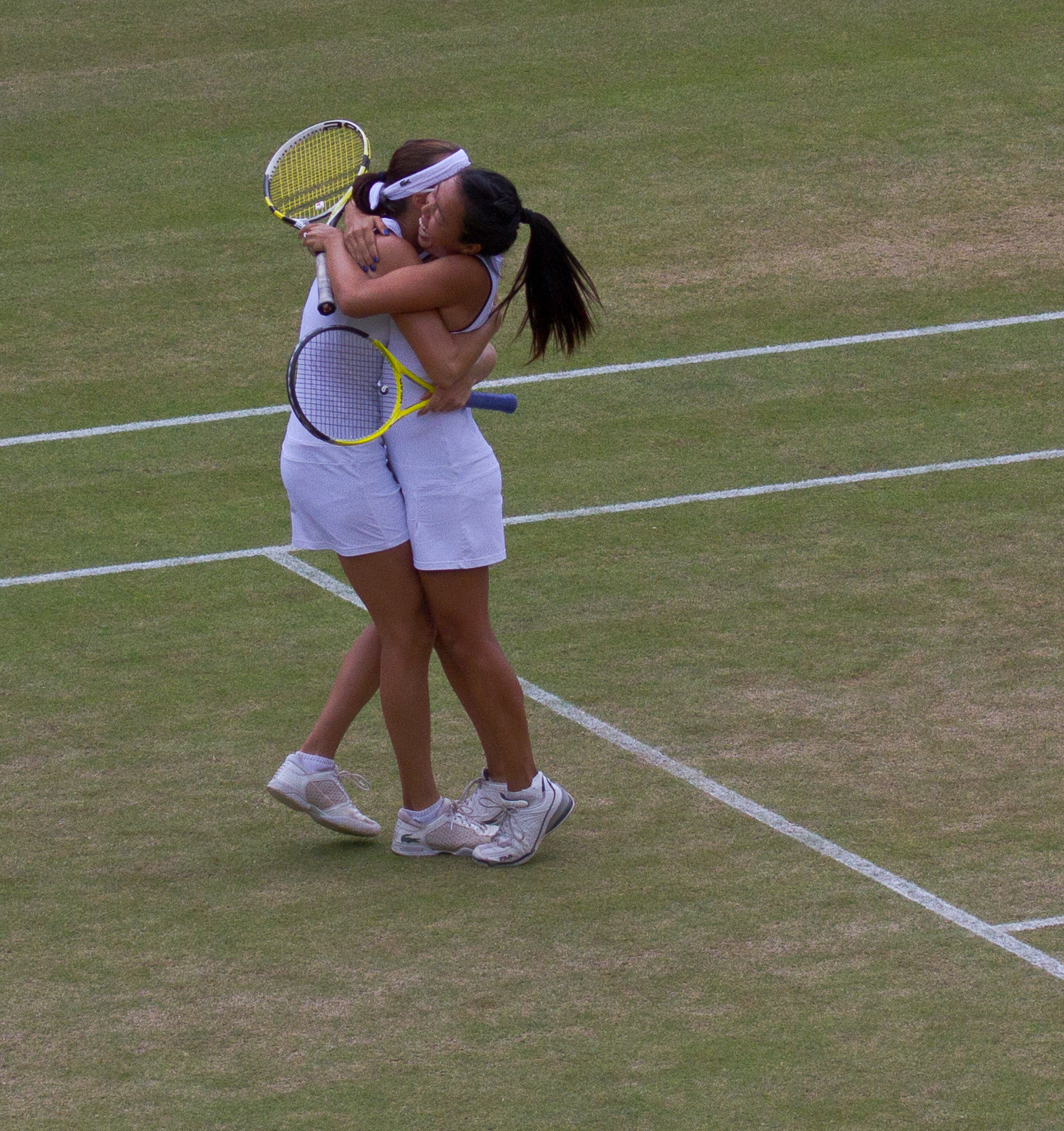
Кинг и Шведова (слева) после победы в полуфинале Уимблдона 2010 года

Новый сезон 2011 года начался для Шведовой на выставочном командном соревновании в Перте. Спортивная составляющая на этом турнире быстро ушла в тень: уже в первый игровой день Ярослава повредила мениск и вынуждена была на несколько недель прервать выступления. Возвращение в тур состоялось в середине февраля на соревнованиях в Дубае. Набрать былую спортивную форму сразу не удалось, а статус сильного парника не позволял играть совсем уж слабые турниры. Как итог — редкие победы и всё большее падение в одиночном рейтинге: к августу Ярослава лишь 143-я.
В парном разряде всё было куда лучше: всё реже Кинг и Шведова проигрывали на крупных турнирах на ранних стадиях. На первом совместном турнире года (в Индиан-Уэллсе) девушки дошли до четвертьфинала. Следом американо-казахстанский дуэт более чем удачно провели грунтовый сезон: после полуфинала в Мадриде и финала в Риме девушки добрались до финала на Ролан Гаррос, уступив будущим чемпионкам — паре Главачкова/Градецкая. В июне теннисистка из Казахстана на время поднялась на 4-ю строчку парного рейтинга. Титул на Уимблдоне защитить не удалось: уже во втором круге Ваня с Ярославой встретились с сильной парой Стосур/Лисицки и уступили.
Серия турниров в Северной Америке началась в Колледж-парке. Шведова и её партнёрша Саня Мирза более чем уверенно провели весь турнир и завоевали первый совместный титул. В дальнейшем, уже в паре с Ваней Кинг, Ярослава выиграла крупный турнир в Цинциннати и второй год подряд дошла до финала Открытого чемпионата США. Добыть титул им на этот раз не удалось: Кинг и Шведова навязали серьезную борьбу американской паре Лиза Реймонд и Лизель Хубер, но всё-таки проиграли со счётом 6-4, 6-7(5), 6-7(3). Позже, во время азиатской серии, интернациональный дуэт добыл два полуфинала на Премьер-турнирах в Токио и Пекине, а также вышли в финал в Осаке и выиграли титул в родном городе Ярославы — в Москве. Набранные таким образом очки позволили второй год подряд отобраться на Итоговый турнир, где девушки вновь уступили стартовый матч полуфинала. Несколько локальных успехов осенью позволили Шведовой сохранить одиночный рейтинг в пределах отбора в квалификацию Открытого чемпионата Австралии будущего года. В парном же рейтинге она заняла итоговое место в топ-5.

### 2012—2013 (попадание в топ-30)

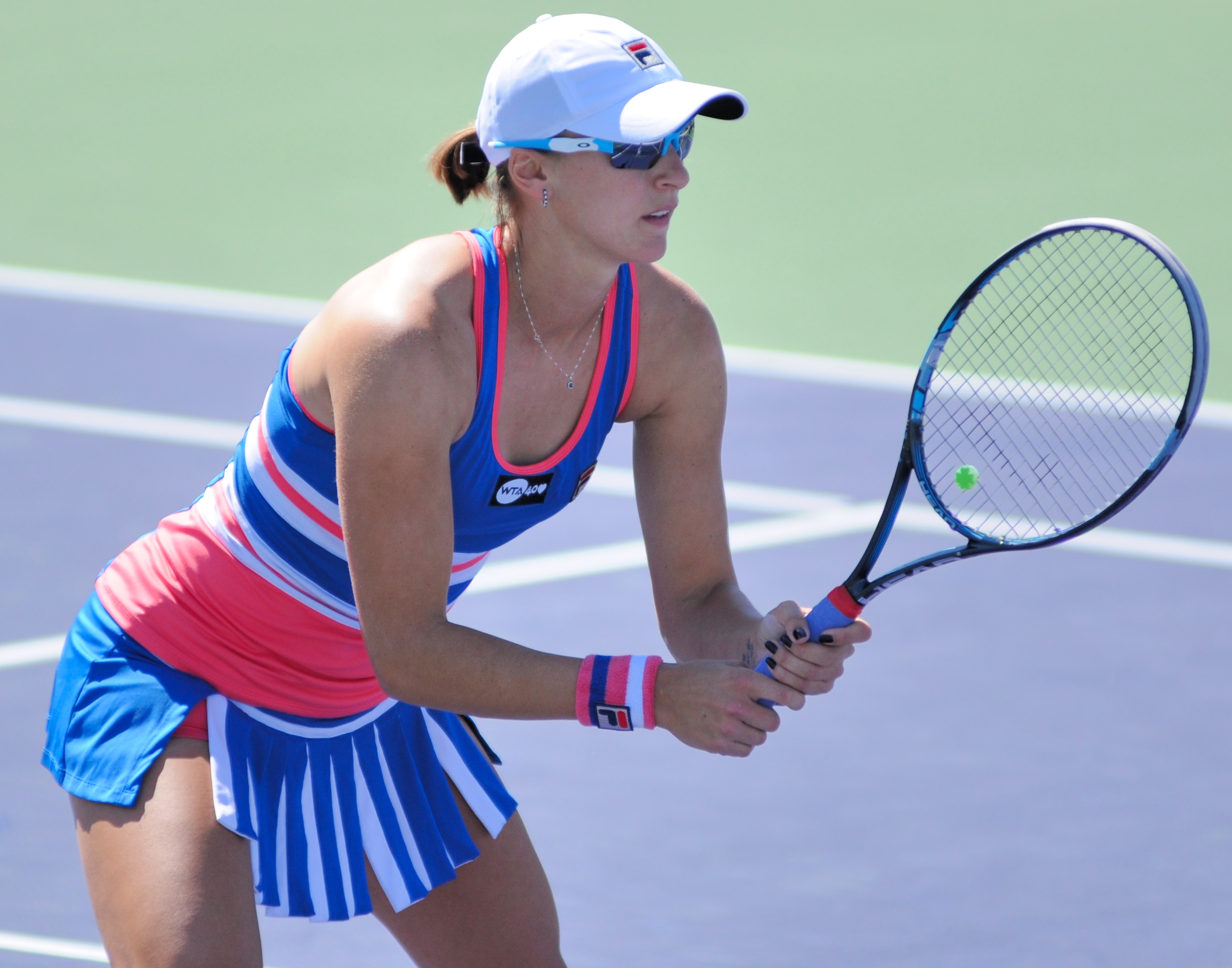
Шведова на турнире в Индиан-Уэллсе 2013 года

На старте сезона 2012 года Ярослава без особого успеха сыграла в одиночном и смешанном парном турнире первого в сезоне турнира Большого шлема, но смогла выйти в четвертьфинал женского парного турнира, где вместе с Кинг уступила Главачковой и Градецкой. Следом, в составе национальной сборной, Шведова приняла участие в матче региональной зоны Кубка Федерации. Казахстанские теннисистки дошли до финала турнира, где в борьбе уступили путевку в плей-офф Мировой группы II сборной Китая. Далее Ярослава сосредоточилась исключительно на турнирах в одиночном разряде, играя серию турниров в Колумбии и Мексике. Регулярно одерживая на каждом соревновании по несколько побед, Шведова к 19 марта вернулась в топ-150. В начале апреля казахстанская теннисистка прошла из квалификации в третий круг соревнований Чарлстоне, обыграв по пути 30-ю ракетку мира Янину Викмайер. Здесь же в паре был достигнут очередной финал — в паре с испанкой Анабель Мединой Гарригес Ярослава обыграла несколько сильных дуэтов (в том числе Главачкова и Градецкая), но уступила в решающем матче паре Анастасия Павлюченкова / Луция Шафаржова.
Европейский грунтовый сезон до поры также приносил результаты лишь в парном разряде (вместе с Галиной Воскобоевой был добыт финал в Оэйраше, а затем казахстанские спортсменки вышли в третий раунд крупного приза в Мадриде). На Открытом чемпионате Франции наконец удалось проявить себя и в одиночном разряде: Шведова пробилась из квалификации в четвертьфинал основы, попутно переиграв седьмую ракетку посева Ли На, но уступив четвёртой: Петре Квитовой. В парном разряде в партнёрстве с Ваней Кинг она прошла в четвертьфинал.
Далее подобный же результат был показан на Уимблдоне: британские организаторы освободили Шведову от отбора за парижские успехи, и та не разочаровала, добравшись до четвёртого раунда, переиграв десятую ракетку мира Сару Эррани (попутно оформив «золотой сет») и уступив лишь будущей чемпионке: Серене Уильямс. Рост результатов в одиночном разряде негативно сказался на выступлениях в паре: альянс с Кинг стал всё менее результативен, а периодические переключения на альянс с Воскобоевой (в расчёте на неплохой результат на Олимпиаде) так и не дал особых результатов (в Лондоне девушки, в итоге, уступили уже во втором раунде). В одиночном разряде на Олимпиаде Шведова также смогла пройти толко во второй раунд. Осенью Ярослава смогла подняться на самую высокую в карьере позицию в одиночном рейтинге — 25-е место, а в паре казахстанская теннисистка впервые за три года не смогла отобраться на Итоговый турнир: вскоре после этого распался альянс с Кинг и Шведова начала поиск новой постоянной партнёрши.
В начале 2013 года Шведова вновь не слишком удачно играет в одиночном разряде, а весной к локальному игровому кризису добавляется и травма: казахстанскую спортсменку стали беспокоить боли в руке, из-за чего между апрельским турниром в Штутгарте и сентябрьским Открытым чемпионатом США Ярослава провела лишь четыре турнира.
Неудачи в одиночном разряде несколько скрашивают успехи в паре: вместе с Юлией Гёргес Шведова сыграла в финале в Окленде, затем вместе с Денисом Истомином добралась до полуфинала соревнования среди смешанных пар на Открытом чемпионате Австралии (уступив будущим чемпионам: Ярмиле Гайдошовой и Мэттью Эбдену), затем вместе с Анабель Мединой Гарригес она выиграла титул во Флорианополисе. Успехи Ярославы в паре помогли и сборной Казахстана: азиатская команда наконец выиграла региональный турнир Кубка Федерации, но в плей-офф второй Мировой группы уступила француженкам во главе с Марион Бартоли. Осенью Шведова играла куда чаще: на Открытом чемпионате США она добралась до третьего круга в одиночном разряде, а азиатский отрезок сезона начала победой в парном призе Ташкента, завоёванного в альянсе с Тимеей Бабош. Концовка сезона, впрочем, не принесла больших успехов — поражения в одиночных соревнованиях любого уровня следовали не позже третьего раунда, а в парах был добыт один парный финал и победа на турнире младшей серии WTA 125K в Тайбэе.

### 2014—2015 (парные финалы во Франции и США)

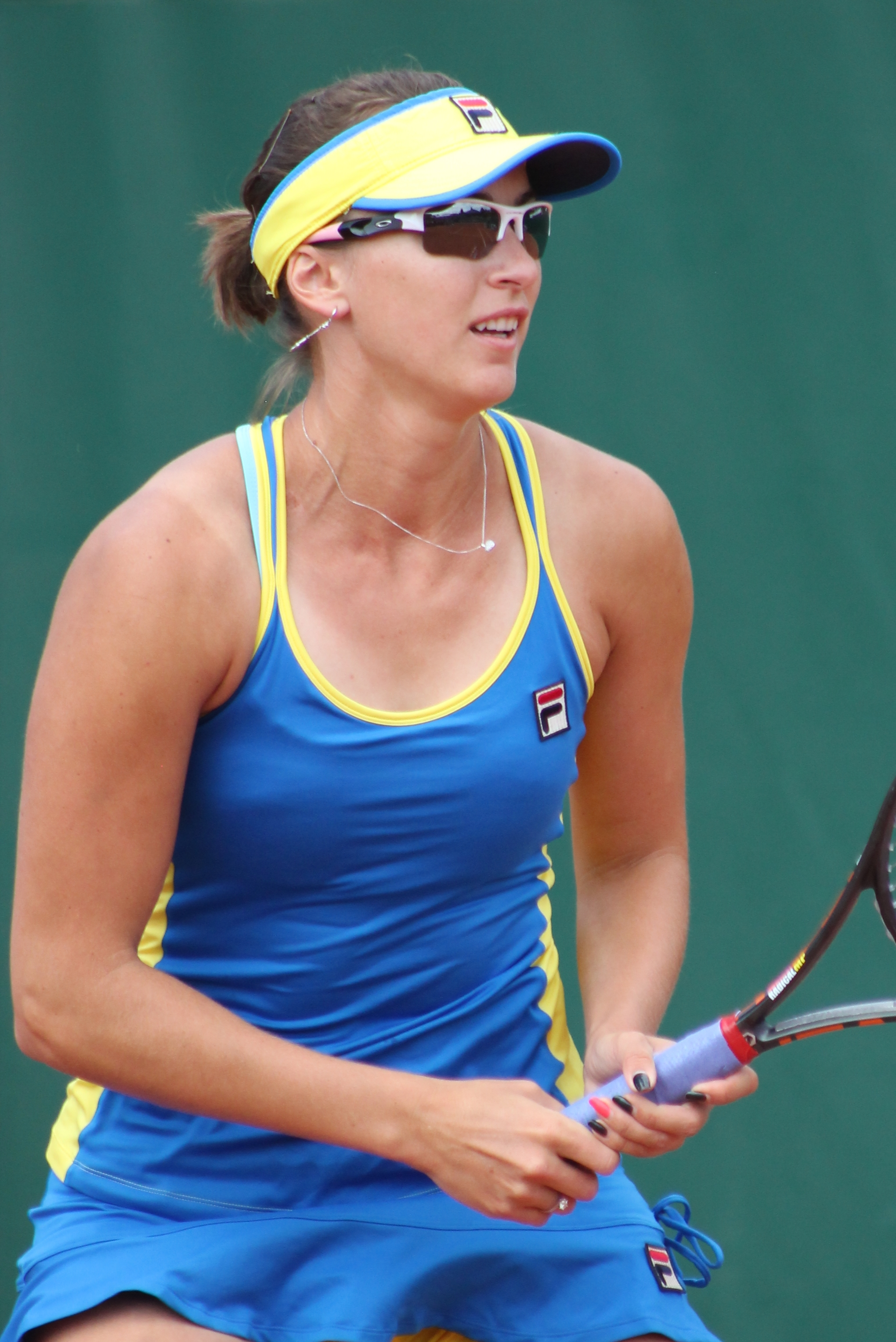
Шведова на Ролан Гаррос 2015 года

Начало сезона-2014 мало чем отличается от концовки прошлого года и даже более того: в начале февраля Ярослава, вместе со сборной не смогла даже выйти в финал своей региональной зоны Кубка Федерации. Впрочем к серии турниров в Новом Свете всё постепенно стало налаживаться: Шведова добралась до полуфинала во Флорианополисе, сыграла в третьем круге в Индиан-Уэллсе; в паре, объединив свои усилия с Анабель Мединой Гарригес, Ярослава выигрывает в эти недели два не самых крупных турнира. С возвращением в Европу парные результаты всё более превалируют над одиночными: Шведова и Медина Гарригес добиваются двух полуфиналов на связке Мадрид — Рим, переиграв альянсы Макарова / Веснина и Пэн / Се.
Весенняя часть календаря 2014 года завершилась полуфиналом соревнования смешанных пар французского турнира Большого шлема, где Ярослава вместе с Бруно Соаресом переиграли пару Младенович / Нестор, но уступили будущим чемпионам — альянсу Грёнефельд / Ройер. Последующий травяной отрезок принёс несколько неплохих результатов как в одиночном, так и в парном разряде, главным из которых стал выход в четвёртый раунд одиночного соревнования Уимблдона. Оставшаяся часть года прошла крайне слабо — единственным значимым результатом этого отрезка сезона стала выигрыш альянса Шведова / Медина Гарригес у пары Блэк / Мирза на турнире в Цинциннати.
В апреле 2015 года Шведова смогла выйти в свой второй финал в одиночном разряде на соревнованиях WTA-тура. Этого результата она добилась на турнире в Боготе, где в решающем матче проиграла бразильянке Тельяне Перейре. В парном разряде первого значимого успеха Шведова добилась в мае на Премьер-турнире высшей категории в Мадриде. В партнёрстве с австралийкой Кейси Деллакква она смогла выиграть титул, обыграв в финале местную сильную пару Гарбинье Мугуруса и Карла Суарес Наварро. Хорошую игру Деллакква и Шведова показали и на Открытом чемпионате Франции, где сумели выйти в финал. В борьбе за главный приз они проиграли паре Бетани Маттек-Сандс и Луция Шафаржова со счётом 6-3, 4-6, 2-6. На Уимблдоне они смогли доиграть до четвертьфинала. В одиночном разряде летом Шведова отметилась двумя четвертьфиналами на небольших турнирах в туре.
В августе 2015 года Деллакква и Шведова продолжили свой удачный путь и смогли выйти в финал Премьер-турнира в Цинциннати. На Открытом чемпионате США их команда вновь остановилась в шаге от Большого шлема. Деллакква и Шведова сыграли в финале против своих обидчиц на Уимблдоне Сани Мирза и Мартини Хингис и вновь проиграли — 3-6, 3-6. В одиночном разряде в США Шведова пробилась в третий раунд, а также сыграла в четвертьфинале в миксте. В парном рейтинге казахстанская теннисистка смогла вернуться в топ-10. В октябре она уже в паре с француженкой Ализе Корне выиграла турнир в Гонконге. В ноябре в одиночном разряде Шведова стала победительницей турнира младшей серии WTA 125K в Хуахине.

### 2016—2017 (№ 3 в парах, парный финал Уимблдона и пауза в карьере)
На старте сезона 2016 года Шведова не показывала особо сильных результатов, но смогла впервые в карьере в феврале подняться на третье место парного рейтинга. С марта она чаще всего играла в паре с Тимеей Бабош. С ней в начале апреля она сыграла в парном финале престижного турнира в Майами. Единственный титул в сезоне Ярослава взяла в парных соревнованиях турнира в Хертогенбосе в альянсе с Оксаной Калашниковой. На Уимблдоне, где Шведова уже играла в паре с Бабош, она смогла выйти в финал, где в борьбе за титул её команда проиграла сёстрам Уильямс — 3-6, 4-6. Также Шведова хорошо сыграла и в одиночном разряде Уимблдона, впервые сумев пройти в четвертьфинал этого турнира и вернулась в топ-50 женского рейтинга. Также совместно с Айсамом-уль-Хак Куреши она достигла полуфинала в миксте. На Олимпийских играх в Рио-де-Жанейро Шведова выступила неудачно, проиграв в первом раунде, как в одиночках, так и в парах. На Открытом чемпионате США Шведова вышла в четвёртый раунд, где уступила Серене Уильямс. В октябре казахстанская теннисистка смогла доиграть до 1/4 финала турнира высшей категории в Пекине и финишировала на высоком для себя 33-м месте одиночного рейтинга.
В 2017 году Шведова провела лишь половину сезона. В феврале с украинской теннисисткой Ольгой Савчук она сыграла в парном финале турнира в Дохе. Лучшим результатом в одиночном разряде стал четвертьфинал в мае в Нюрнберге. После Ролан Гаррос Шведова приостановила карьеру в связи с беременностью и рождением двойни.

### 2020—2021 (возвращение на корт и завершение карьеры)
Шведова вернулась на корт в феврале 2020 года, после почти трёхлетней паузы в выступлениях, но проиграла все свои матчи (один в одиночках и два в парах). В 2021 году она продолжила выступать и практически на всех турнирах уступала в первом раунде, в редком случае, проходя во второй. В сентябре она завершила спортивную карьеру, последним турниром для неё стал Открытый чемпионат США.

### Сборная и национальные турниры
Вскоре после перехода под флаг Казахстана Шведова была заиграна в обоих командных соревнованиях ITF: в 2010-11 году казахстанская сборная с ней в составе принимала участие в Кубке Хопмана, а годом ранее состоялись первые матчи Шведовой за эту страну и в Кубке Федерации. В последнем турнире Шведова с тех пор провела уже три десятка матчей, переписав на себя пиковое достижение команды по общему числу побед и числу побед в одиночных встречах. В 2013 году при участии Шведовой состоялся первый в истории выход казахстанской сборной в плей-офф второй мировой группы турнира. Шведова сыграла за сборную в Кубке Федерации в общей сложности 43 матча (27 одиночных и 16 парных).
Помимо этих турниров Шведова представляла Казахстан и на ряде личных национальных турниров: на Олимпиаде в 2012 и 2016 годах и на Азиатских играх в 2014 году. В рамках последних соревнований Шведова помогла своей команде завоевать медаль женского командного турнира.

## Итоговое место в рейтинге WTA по годам
| Год  | Одиночный рейтинг | Парный рейтинг |
| 2021 | 433               | 827            |
| 2017 | 292               | 37             |
| 2016 | 33                | 14             |
| 2015 | 82                | 6              |
| 2014 | 66                | 24             |
| 2013 | 81                | 59             |
| 2012 | 29                | 26             |
| 2011 | 206               | 5              |
| 2010 | 39                | 7              |
| 2009 | 53                | 49             |
| 2008 | 91                | 42             |
| 2007 | 89                | 111            |
| 2006 | 132               | 242            |
| 2005 | 315               |                |
| 2004 | 756               |                |
| 2003 | 494               | 780            |
| 2002 |                   | 955            |

## Выступления на турнирах

### Финалы турнировWTAв одиночном разряде (2)

#### Победы (1)
| Легенда: До 2009 года         | Легенда: С 2009 года    |
| ----------------------------- | ----------------------- |
| Турниры Большого шлема (0+2*) |                         |
| Олимпиада (0)                 |                         |
| Итоговый турнир WTA (0)       |                         |
| 1-я категория (0)             | Premier Mandatory (0+1) |
| 2-я категория (0)             | Premier 5 (0+1)         |
| 3-я категория (1)             | Premier (0+2)           |
| 4-я категория (0)             | International (0+7)     |
| 5-я категория (0)             | International (0+7)     |

| Титулы по покрытиям | Титулы по месту проведения матчей турнира |
| ------------------- | ----------------------------------------- |
| Хард (2+9*)         | Зал (0+1)                                 |
| Грунт (0+2)         | Зал (0+1)                                 |
| Трава (0+2)         | Открытый воздух (2+12)                    |
| Ковёр (0)           | Открытый воздух (2+12)                    |

* количество побед в одиночном разряде + количество побед в парном разряде.
| №  | Дата            | Турнир          | Покрытие | Соперница в финале | Счёт    |
| 1. | 12 февраля 2007 | Бангалор, Индия | Хард     | Мара Сантанджело   | 6-4 6-4 |

#### Поражения (1)
| №  | Дата           | Турнир           | Покрытие | Соперница в финале | Счёт       |
| 1. | 19 апреля 2015 | Богота, Колумбия | Грунт    | Тельяна Перейра    | 6-7(2) 1-6 |

### Финалы турнировWTA 125иITFв одиночном разряде (8)

#### Победы (5)
| Легенда:          |
| ----------------- |
| WTA 125 (1+1*)    |
| 100.000 USD (1+1) |
| 75.000 USD (0)    |
| 50.000 USD (0)    |
| 25.000 USD (1+1)  |
| 10.000 USD (2+1)  |

| Титулы по покрытиям | Титулы по месту проведения матчей турнира |
| ------------------- | ----------------------------------------- |
| Хард (3+1*)         | Зал (2+3)                                 |
| Грунт (2+2)         | Зал (2+3)                                 |
| Трава (0)           | Открытый воздух (3+1)                     |
| Ковёр (0+1)         | Открытый воздух (3+1)                     |

* количество побед в одиночном разряде + количество побед в парном разряде.
| №  | Дата           | Турнир                        | Покрытие | Соперница в финале   | Счёт           |
| 1. | 26 мая 2003    | Варшава, Польша               | Грунт    | Доминика Ноциярова   | 6-2 7-6(6)     |
| 2. | 20 марта 2006  | Амьен, Франция                | Грунт(i) | Жюли Куэн            | 2-6 7-5 6-4    |
| 3. | 4 августа 2008 | Монтеррей, Мексика            | Хард     | Магдалена Рыбарикова | 6-4 6-1        |
| 4. | 18 марта 2012  | Поса-Рика-де-Идальго, Мексика | Хард     | Моника Пуиг          | 6-1 6-2        |
| 5. | 15 ноября 2015 | Хуахин, Таиланд               | Хард(i)  | Наоми Осака          | 6-4 6-7(8) 6-4 |

#### Поражения (3)
| №  | Дата           | Турнир                 | Покрытие | Соперница в финале | Счёт        |
| 1. | 5 октября 2005 | Болтон, Великобритания | Грунт    | Сандра Клейнова    | 6-0 3-6 3-6 |
| 2. | 3 апреля 2006  | Динан, Франция         | Грунт(i) | Тимея Бачински     | 6-4 5-7 2-6 |
| 3. | 11 марта 2012  | Ирапуато, Мексика      | Хард     | Кики Бертенс       | 4-6 6-2 1-6 |

### Финалы турниров Большого шлема в парном разряде (6)

#### Победы (2)
| №  | Год  | Турнир                 | Покрытие | Партнёрша | Соперницы в финале           | Счёт           |
| 1. | 2010 | Уимблдон               | Трава    | Ваня Кинг | Вера Звонарёва Елена Веснина | 7-6(6) 6-2     |
| 2. | 2010 | Открытый чемпионат США | Хард     | Ваня Кинг | Надежда Петрова Лизель Хубер | 2-6 6-4 7-6(4) |

#### Поражения (4)
| №  | Год  | Турнир                     | Покрытие | Партнёрша       | Соперницы в финале                  | Счёт              |
| 1. | 2011 | Открытый чемпионат США     | Хард     | Ваня Кинг       | Лиза Реймонд Лизель Хубер           | 6-4 6-7(5) 6-7(3) |
| 2. | 2015 | Открытый чемпионат Франции | Грунт    | Кейси Деллакква | Бетани Маттек-Сандс Луция Шафаржова | 6-3 4-6 2-6       |
| 3. | 2015 | Открытый чемпионат США (2) | Хард     | Кейси Деллакква | Мартина Хингис Саня Мирза           | 3-6 3-6           |
| 4. | 2016 | Уимблдон                   | Трава    | Тимея Бабош     | Винус Уильямс Серена Уильямс        | 3-6 4-6           |

### Финалы турнировWTAв парном разряде (28)

#### Победы (13)
| №   | Дата             | Турнир                      | Покрытие | Партнёрша               | Соперницы в финале                        | Счёт              |
| 1.  | 9 февраля 2009   | Паттайя, Таиланд            | Хард     | Тамарин Танасугарн      | Юлия Бейгельзимер Виталия Дьяченко        | 6-3 6-2           |
| 2.  | 3 июля 2010      | Уимблдон                    | Трава    | Ваня Кинг               | Вера Звонарёва Елена Веснина              | 7-6(6) 6-2        |
| 3.  | 13 сентября 2010 | Открытый чемпионат США      | Хард     | Ваня Кинг               | Надежда Петрова Лизель Хубер              | 2-6 6-4 7-6(4)    |
| 4.  | 31 июля 2011     | Колледж-парк, США           | Хард     | Саня Мирза              | Ольга Говорцова Алла Кудрявцева           | 6-3 6-3           |
| 5.  | 21 августа 2011  | Цинциннати, США             | Хард     | Ваня Кинг               | Владимира Углиржова Натали Грандин        | 6-4 3-6 [11-9]    |
| 6.  | 22 октября 2011  | Москва, Россия              | Хард(i)  | Ваня Кинг               | Анастасия Родионова Галина Воскобоева     | 7-6(3) 6-3        |
| 7.  | 2 марта 2013     | Флорианополис, Бразилия     | Хард     | Анабель Медина Гарригес | Энн Кеотавонг Валерия Савиных             | 6-0 6-4           |
| 8.  | 14 сентября 2013 | Ташкент, Узбекистан         | Хард     | Тимея Бабош             | Ольга Говорцова Мэнди Минелла             | 6-3 6-3           |
| 9.  | 28 февраля 2014  | Флорианополис, Бразилия (2) | Хард     | Анабель Медина Гарригес | Франческа Скьявоне Сильвия Солер-Эспиноса | 7-6(1) 2-6 [10-3] |
| 10. | 6 апреля 2014    | Чарльстон, США              | Грунт    | Анабель Медина Гарригес | Чжань Юнжань Чжань Хаоцин                 | 7-6(4) 6-2        |
| 11. | 9 мая 2015       | Мадрид, Испания             | Грунт    | Кейси Деллакква         | Гарбинье Мугуруса Карла Суарес Наварро    | 6-3 6-7(4) [10-5] |
| 12. | 18 октября 2015  | Гонконг                     | Хард     | Ализе Корне             | Лара Арруабаррена Весино Андрея Клепач    | 7-5 6-4           |
| 13. | 11 июня 2016     | Хертогенбос, Нидерланды     | Трава    | Оксана Калашникова      | Ксения Кнолль Александра Крунич           | 6-1 6-1           |

#### Поражения (15)
| №   | Дата             | Турнир                     | Покрытие | Партнёрша               | Соперницы в финале                     | Счёт              |
| 1.  | 11 августа 2008  | Цинциннати, США            | Хард     | Се Шувэй                | Надежда Петрова Мария Кириленко        | 3-6 6-4 [8-10]    |
| 2.  | 11 апреля 2010   | Марбелья, Испания          | Грунт    | Мария Кондратьева       | Роберта Винчи Сара Эррани              | 4-6 2-6           |
| 3.  | 18 июня 2010     | Хертогенбос, Нидерланды    | Трава    | Ваня Кинг               | Анастасия Родионова Алла Кудрявцева    | 6-3 3-6 [6-10]    |
| 4.  | 15 мая 2011      | Рим, Италия                | Грунт    | Ваня Кинг               | Пэн Шуай Чжэн Цзе                      | 2-6 3-6           |
| 5.  | 11 сентября 2011 | Открытый чемпионат США     | Хард     | Ваня Кинг               | Лиза Реймонд Лизель Хубер              | 6-4 6-7(5) 6-7(3) |
| 6.  | 16 октября 2011  | Осака, Япония              | Хард     | Ваня Кинг               | Кимико Датэ-Крумм Чжан Шуай            | 5-7 6-3 [9-11]    |
| 7.  | 8 апреля 2012    | Чарлстон, США              | Грунт    | Анабель Медина Гарригес | Луция Шафаржова Анастасия Павлюченкова | 7-5 4-6 [6-10]    |
| 8.  | 5 мая 2012       | Оэйраш, Португалия         | Грунт    | Галина Воскобоева       | Чжуан Цзяжун Чжан Шуай                 | 6-4 1-6 [9-11]    |
| 9.  | 5 января 2013    | Окленд, Новая Зеландия     | Хард     | Юлия Гёргес             | Кара Блэк Анастасия Родионова          | 6-2 2-6 [5-10]    |
| 10. | 7 июня 2015      | Открытый чемпионат Франции | Грунт    | Кейси Деллакква         | Бетани Маттек-Сандс Луция Шафаржова    | 6-3 4-6 2-6       |
| 11. | 23 августа 2015  | Цинциннати, США (2)        | Хард     | Кейси Деллакква         | Чжань Юнжань Чжань Хаоцин              | 5-7 4-6           |
| 12. | 13 сентября 2015 | Открытый чемпионат США (2) | Хард     | Кейси Деллакква         | Мартина Хингис Саня Мирза              | 3-6 3-6           |
| 13. | 3 апреля 2016    | Майами, США                | Хард     | Тимея Бабош             | Бетани Маттек-Сандс Луция Шафаржова    | 3-6 4-6           |
| 14. | 9 июля 2016      | Уимблдонский турнир        | Трава    | Тимея Бабош             | Винус Уильямс Серена Уильямс           | 3-6 4-6           |
| 15. | 18 февраля 2017  | Доха, Катар                | Хард     | Ольга Савчук            | Абигейл Спирс Катарина Среботник       | 3-6 6-7(7)        |

### Финалы турнировWTA 125иITFв парном разряде (6)

#### Победы (4)
| №  | Дата            | Турнир           | Покрытие | Партнёрша       | Соперницы в финале                   | Счёт    |
| 1. | 20 марта 2006   | Амьен, Франция   | Грунт(i) | Ольга Панова    | Жюли Куэн Карла Мрас                 | 6-4 6-1 |
| 2. | 11 апреля 2006  | Биарриц, Франция | Грунт    | Нина Братчикова | Клаудиа Янс Алиция Росольская        | 6-3 6-2 |
| 3. | 14 октября 2008 | Ортизеи, Италия  | Ковёр(i) | Мария Корытцева | Марет Ани Галина Воскобоева          | 6-2 6-1 |
| 4. | 10 ноября 2013  | Тайбэй, Тайвань  | Хард(i)  | Каролин Гарсия  | Анна-Лена Фридзам Алисон ван Эйтванк | 6-3 6-3 |

#### Поражения (2)
| №  | Дата          | Турнир              | Покрытие | Партнёрша        | Соперницы в финале           | Счёт    |
| 1. | 4 июля 2005   | Дармштадт, Германия | Грунт    | Василиса Бардина | Ванесса Хенке Лаура Зигемунд | 4-6 2-6 |
| 2. | 3 ноября 2013 | Нанкин, Китай       | Хард     | Чжан Шуай        | Мисаки Дои Сюй Ифань         | 1-6 4-6 |

### Финалы турниров Большого шлема в миксте (1)

#### Поражение (1)
| №  | Год  | Турнир                     | Покрытие | Партнёр    | Соперники в финале               | Счёт              |
| 1. | 2010 | Открытый чемпионат Франции | Грунт    | Юлиан Ноул | Ненад Зимонич Катарина Среботник | 6-4 6-7(5) [9-11] |

## История выступлений на турнирах
| Турнир                       | 2006  | 2007  | 2008  | 2009          | 2010          | 2011          | 2012  | 2013          | 2014          | 2015          | 2016  | 2017  | 2021  | Итог   | В/П за карьеру |
| ---------------------------- | ----- | ----- | ----- | ------------- | ------------- | ------------- | ----- | ------------- | ------------- | ------------- | ----- | ----- | ----- | ------ | -------------- |
| Турниры Большого шлема       |       |       |       |               |               |               |       |               |               |               |       |       |       |        |                |
| Открытый чемпионат Австралии | -     | К     | 2Р    | 1Р            | 2Р            | -             | К     | 1Р            | 1Р            | 3Р            | 2Р    | 1Р    | 1Р    | 0 / 9  | 5-9            |
| Открытый чемпионат Франции   | К     | 1Р    | К     | 3Р            | 1/4           | 1Р            | 1/4   | 2Р            | 2Р            | 1Р            | 1Р    | 1Р    | -     | 0 / 10 | 12-10          |
| Уимблдонский турнир          | 1Р    | 1Р    | К     | 2Р            | 2Р            | 1Р            | 4Р    | 2Р            | 4Р            | 1Р            | 1/4   | -     | -     | 0 / 10 | 13-9           |
| Открытый чемпионат США       | К     | 1Р    | 1Р    | 3Р            | 1Р            | К             | 2Р    | 3Р            | 1Р            | К             | 4Р    | -     | 1Р    | 0 / 9  | 8-9            |
| Итог                         | 0 / 1 | 0 / 3 | 0 / 2 | 0 / 4         | 0 / 4         | 0 / 2         | 0 / 3 | 0 / 4         | 0 / 4         | 0 / 3         | 0 / 4 | 0 / 2 | 0 / 2 | 0 / 38 |                |
| В/П в сезоне                 | 0-1   | 0-3   | 1-2   | 5-4           | 6-4           | 0-2           | 8-3   | 4-3           | 4-4           | 2-3           | 8-4   | 0-2   | 0-2   |        | 38-37          |
| Олимпийские игры             |       |       |       |               |               |               |       |               |               |               |       |       |       |        |                |
| Летняя олимпиада             | НП    | НП    | -     | Не проводился | Не проводился | Не проводился | 2Р    | Не проводился | Не проводился | Не проводился | 1Р    | НП    | 1Р    | 0 / 3  | 1-3            |

К — проигрыш в квалификационном турнире.
| Турнир                       | 2007  | 2008  | 2009          | 2010          | 2011          | 2012  | 2013          | 2014          | 2015          | 2016  | 2017  | 2021  | Итог   | В/П за карьеру |
| ---------------------------- | ----- | ----- | ------------- | ------------- | ------------- | ----- | ------------- | ------------- | ------------- | ----- | ----- | ----- | ------ | -------------- |
| Турниры Большого шлема       |       |       |               |               |               |       |               |               |               |       |       |       |        |                |
| Открытый чемпионат Австралии | -     | 1Р    | 1Р            | 1Р            | -             | 1/4   | 1Р            | 2Р            | 2Р            | 2Р    | 3Р    | 1Р    | 0 / 10 | 8-10           |
| Открытый чемпионат Франции   | 1Р    | 1Р    | 1Р            | 1Р            | 1/2           | 1/4   | 2Р            | 1Р            | Ф             | 3Р    | 1Р    | -     | 0 / 11 | 14-10          |
| Уимблдонский турнир          | -     | 2Р    | 2Р            | П             | 2Р            | 3Р    | -             | 3Р            | 1/4           | Ф     | -     | -     | 1 / 8  | 21-7           |
| Открытый чемпионат США       | 1/4   | 1Р    | 2Р            | П             | Ф             | 3Р    | 1Р            | 2Р            | Ф             | 3Р    | -     | 1Р    | 1 / 11 | 24-10          |
| Итог                         | 0 / 2 | 0 / 4 | 0 / 4         | 2 / 4         | 0 / 3         | 0 / 4 | 0 / 3         | 0 / 4         | 0 / 4         | 0 / 4 | 0 / 2 | 0 / 2 | 2 / 40 |                |
| В/П в сезоне                 | 2-2   | 1-4   | 2-4           | 12-2          | 10-3          | 9-4   | 1-2           | 4-4           | 14-4          | 10-4  | 2-2   | 0-2   |        | 67-37          |
| Олимпийские игры             |       |       |               |               |               |       |               |               |               |       |       |       |        |                |
| Летняя олимпиада             | НП    | -     | Не проводился | Не проводился | Не проводился | 2Р    | Не проводился | Не проводился | Не проводился | 1Р    | НП    | -     | 0 / 2  | 1-2            |
| Итоговые турниры             |       |       |               |               |               |       |               |               |               |       |       |       |        |                |
| Итоговый турнир WTA          | -     | -     | -             | 1/2           | 1/2           | -     | -             | -             | -             | 1/4   | -     | -     | 0 / 3  | 0-3            |

| Турнир                       | 2009          | 2010          | 2011          | 2012  | 2013          | 2014          | 2015          | 2016  | 2017  | 2021  | Итог   | В/П за карьеру |
| ---------------------------- | ------------- | ------------- | ------------- | ----- | ------------- | ------------- | ------------- | ----- | ----- | ----- | ------ | -------------- |
| Турниры Большого шлема       |               |               |               |       |               |               |               |       |       |       |        |                |
| Открытый чемпионат Австралии | -             | -             | -             | 2Р    | 1/2           | -             | 1Р            | 2Р    | -     | 1Р    | 0 / 5  | 5-5            |
| Открытый чемпионат Франции   | 1Р            | Ф             | -             | 1Р    | -             | 1/2           | 1Р            | 2Р    | 2Р    | -     | 0 / 7  | 9-7            |
| Уимблдонский турнир          | 2Р            | 1/4           | 2Р            | 3Р    | -             | -             | -             | 1/2   | -     | -     | 0 / 5  | 9-5            |
| Открытый чемпионат США       | -             | 2Р            | 1Р            | -     | -             | -             | 1/4           | 1/4   | -     | 1/4   | 0 / 5  | 7-5            |
| Итог                         | 0 / 2         | 0 / 3         | 0 / 2         | 0 / 3 | 0 / 1         | 0 / 1         | 0 / 3         | 0 / 4 | 0 / 1 | 0 / 2 | 0 / 22 |                |
| В/П в сезоне                 | 1-2           | 8-3           | 0-2           | 3-3   | 3-1           | 3-1           | 2-3           | 7-4   | 1-1   | 0-2   |        | 28-22          |
| Олимпийские игры             |               |               |               |       |               |               |               |       |       |       |        |                |
| Летняя олимпиада             | Не проводился | Не проводился | Не проводился | -     | Не проводился | Не проводился | Не проводился | -     | НП    | 1Р    | 0 / 1  | 0-1            |